# Festival Pau Casals de Prades
El Festival Pau Casals de Prades és un festival de música fundat el 1950 a Prada de Conflent per Pau Casals. El festival es celebra a l'abadia de Sant Miquel de Cuixà. El 1990 va celebrar el 40è aniversari de la seva creació i va comptar amb l'actuació de l'Orquestra de Cambra Eslovena dirigida per Bodhan Walchal, el conjunt Festival Strings de Lucerna, l'Orquestra de Cambra de Múnic i l'Orquestra Simfonietta.

## Història
El 1950 es va celebrar el primer festival a partir de la iniciativa del violinista Alexander Schneider, del Quartet de Budapest, que, davant de la negativa de Pau Casals de tocar fora del seu lloc de residència, en protesta pel silenci internacional davant la dictadura franquista, va proposar que els músics anessin a Prada a trobarse amb el mestre. Així van decidir reunir-se, a més de Schneider, els violinistes Joseph Szigeti i Isaac Stern; els pianistes Mieczyslaw Horzowski, Rudolf Serkin, Eugene Istomin i Clara Haskil; el clavicembalista Fernando Valenti i el oboista Marcel Tabuteau i el violoncel·lista Paul Tortelier, entre d'altres músics, a qui Pau Casals va dirigir en la orquestra que va interpretar sis concerts amb una suite per violoncel de Bach, coincidint amb el segon centenari de la seva mort.